# Хайнемайер, Кристиан Генрих
Кристиан Генрих Хайнемайер (нем. Christian Heinrich Heinemeyer; 25 сентября 1796, Целле — 6 декабря 1872, Ганновер) — немецкий флейтист и музыкальный педагог.

## Биография
Камер-музыкант Ганноверского королевского двора и солист придворного оркестра. Известен, прежде всего, педагогической деятельностью: его наиболее значительные ученики — Фердинанд Бюхнер и собственный сын, Эрнст Вильгельм Хайнемайер.